# Ʝ
Cette page contient des caractères spéciaux ou non latins. S’ils s’affichent mal (▯, ?, etc.), consultez la page d’aide Unicode.
Le J queue croisée ou J bouclé  (majuscule : ʝ, minuscule : ʝ), est un symbole de l’alphabet phonétique international et un graphème de l’alphabet latin utilisé en ik en Ouganda. Il s'agit de la lettre J diacritée d’une boucle. Il n’est pas à confondre avec la forme cursive de la lettre J.

## Utilisation
Dans l’alphabet phonétique international, le j bouclé minuscule est le symbole de la consonne fricative palatale voisée. Ce symbole est adopté après la conférence de Kiel en 1989. Auparavant la consonne fricative palatale voisée était représentée avec le même symbole que la consonne spirante palatale voisée [j] ou avec une petite capitale J ‹ ᴊ ›.

## Représentations informatiques
Le J bouclé peut être représenté avec les caractères Unicode suivants (Alphabet phonétique international) :
| formes    | représentations | chaînes de caractères | points de code | descriptions                            |
| --------- | --------------- | --------------------- | -------------- | --------------------------------------- |
| capitale  | Ʝ               | Ʝ                     | U+A7B2         | lettre majuscule latine j queue croisée |
| minuscule | ʝ               | ʝ                     | U+029D         | lettre minuscule latine j queue croisée |